# Inno di San Marino
L'Inno di San Marino anche noto dal primo verso come Giubilanti d'amore fraterno e talvolta indicato come  Antico inno patrio, era una marcia militare che rappresenta uno dei tentativi della Repubblica di San Marino di dotarsi di un proprio inno nazionale. Venne composto dal maestro e già direttore di banda Ulisse Balsimelli, con testo scritto da Aurelio Muccioli.
Impiegato come inno provvisorio, venne messo da parte nel 1894 con l'adozione ufficiale dell'Inno nazionale della Repubblica di San Marino di Federico Consolo.
Al giorno d'oggi viene occasionalmente suonato in concerti evento della Banda Militare, ciononostante non ci sono pervenute registrazioni di esibizioni cantate dello stesso.

## Testo
Giubilanti d'amore fraterno,
Salutiam la natale pendice!
Salutiam questa rupe felice
Vaga gemma dell'Italo suol.
Libertà nostre case tutela
Libertà le nostr'alme ristora
Libertà, libertà sol c'infiora
Di dolcezza, di pace e d'amor.
Ritornello:
Giuriam fratelli – con tutto il core,
Al nostro tetto – perenne amor.
Giuriam, giuriam!
Qui il ladrone col mezzo suo capo
Non lordava i purissimi colli:
No! Di sangue non fumano molli
Questi Sassi del nostro Titan.
Qui fratelli, e non vili tiranni
Della Patria fan mite governo;
Prence e schiavo l'ammiran, né scherno
Del prezioso suo bene si fa.
Rit.
Coronata di triplice Torre
Che potenza suprema dinota,
Ah! non crolla, non cade, ma immota
Al variar dell'etadi si stà.
La funesta membranza d'un Giuda
Che rubar ci pravó Libertade,
Viva sempre nell'alme contrade
Quale storia d'orrendo squallor.
Rit.
Di Marino la povera Rupe
Salva, o Cielo, da' fieri perigli;
E noi fidi, diletti suoi figli
Emulando le gloria n'andrem.
Giovanetti, se in core vi suona
Voce santa d'amore al Titano
Deh! posate sul petto la mano
E giurate serbar Libertà!
Rit.